# Чулкова Віра Андріївна
Віра Андріївна Чулкова (нар. 17 серпня 1956) — українська радянська діячка, новатор виробництва, фрезерувальниця Горлівського машинобудівного заводу імені Кірова Донецької області. Депутат Верховної Ради УРСР 10-го скликання.

## Біографія
З 1973 року — розподілювач робіт, з 1974 року — фрезерувальниця Горлівського машинобудівного заводу імені Кірова Донецької області. Член ВЛКСМ.
Освіта вища.
Потім — на пенсії в місті Горлівці Донецької області.